# The Outfield
The Outfield war eine britische Popband aus London. Im Jahr 1985 veröffentlichte sie ihr erstes Album Play Deep, das in den USA mit Doppelplatin ausgezeichnet wurde. Außerhalb der USA waren The Outfield weniger erfolgreich und erreichten in ihrem Heimatland Großbritannien nur hintere Chartplätze. The Outfield veröffentlichten bis in die frühen 1990er-Jahre Platten, bis sie Mitte der 1990er-Jahre eine Pause einlegten. Nachdem sie bereits 1998 erneut auf Tour gegangen waren und in der Folge zwei Livealben veröffentlichten, kam im Jahr 2011 das letzte Album Replay heraus.

## Geschichte
Tony Lewis (geb. als Anthony James Lewis, geb. am 21. Dezember 1957, verstorben am 19. Oktober 2020), John Spinks und Alan Jackman spielten zunächst unter dem Namen The Baseball Boys in und um London, bevor ein eingereichtes Demo ihnen 1984 einen Vertrag bei Columbia Records einbrachte. Ihr Debütalbum Play Deep, das von William Wittman produziert wurde, erschien 1985 und erreichte Doppelplatin sowie die Top 10 in den USA. Mit Your Love enthielt es zudem einen Hit, der Platz 6 der Billboard-Charts erreichte. The Outfield gingen auf Tour und spielten unter anderem als Vorband für Journey und Starship.
Im Jahr 1986 kam das zweite Album Bangin’ heraus, das nicht an den Erfolg des ersten Albums anknüpfen konnte. Dennoch enthielt es mit Since You’ve Been Gone – nicht zu verwechseln mit dem gleichnamigen Hit von Rainbow und Head East aus den 1970er-Jahren – und No Surrender zwei kleinere Erfolge und erhielt in den USA eine Goldene Schallplatte. Es folgte eine Tournee durch die USA als Vorband von Night Ranger.
Für das dritte Album Voices of Babylon wurde 1989 ein neuer Produzent gewonnen, sodass sich der Sound der Gruppe veränderte. Sowohl die Single Voices of Babylon als auch My Paradise waren kleinere Hits der Band. Nach dem dritten Album verließ Alan Jackman die Gruppe und wurde für eine Tournee durch Paul Reed ersetzt. Spinks und Lewis setzten The Outfield als Duo fort, wechselten das Plattenlabel und nahmen bei MCA das vierte Album Diamond Days auf, auf der Simon Dawson Schlagzeug spielte. Das Album erschien 1990; die Singleauskopplung For You erreichte die Top 20 der Billboard-Charts. Ihre Single One Hot Country war 1991 im Film Teen Agent – Wenn Blicke töten könnten zu hören.
Das nächste Album Rockeye, das 1992 erschien, enthielt mit Winning It All einen Titel, der im Film Mighty Ducks – Das Superteam zu hören war und auch während der Übertragung der NBA Finals durch NBC mehrfach gespielt wurde und so ein Achtungserfolg der Gruppe wurde. The Outfield erhielt mit Simon Dawson, der bereits auf Diamond Days und Rockeye Schlagzeug gespielt hatte, ein offizielles drittes Bandmitglied. Nach Rockeye wurde es stiller um die Band, die es Mitte der 1990er-Jahre schwer hatte, sich gegenüber kantigeren Gruppen wie Nirvana oder Pearl Jam zu behaupten. The Outfield spielten nun vor allem in kleineren Clubs in Großbritannien. Das Album It Ain’t Over aus dem Jahr 1998 wurde nur innerhalb von Fanclubs der Band verkauft und Extra Innings aus dem Jahr 1999 war eine Zusammenstellung von Hits der Band und bisher unveröffentlichtem Material. Alan Jackman stieß kurz nach 2000 erneut zu The Outfield. Über ihre Webseite veröffentlichte die Gruppe mit Live in Brazil (2001) und The Outfield Live (2005) zwei Live-Alben, bevor 2006 mit Any Time Now ein neues Studioalbum erschien. Im Jahr 2009 kamen John Spinks, Tony Lewis und Alan Jackman zusammen, um nach Voices of Babylon aus dem Jahr 1988 erneut ein gemeinsames Studioalbum aufzunehmen. Das Album Replay wurde im Juni 2011 veröffentlicht.
Bis heute ist Your Love die erfolgreichste Single der Band. Der Titel ist unter anderem Teil des Soundtracks des 2009 erschienenen Films Adventureland. 2007 coverte Katy Perry den Titel unter dem Namen Use Your Love auf ihrer EP Ur So Gay.
Der Gitarrist John Spinks starb am 9. Juli 2014 im Alter von 60 Jahren an Leberkrebs.
Am 22. März 2018 kündigte der 1957 geborene Sänger und Bassist Tony Lewis ein Soloalbum namens Out of the Darkness an, das am 29. Juni 2018 über das Label Madison Records veröffentlicht wurde.
Tony Lewis starb am 19. Oktober 2020 im Alter von 62 Jahren.

## Diskografie

### Studioalben
| Jahr | Titel             | Höchstplatzierung, Gesamtwochen, AuszeichnungChartsChartplatzierungen (Jahr, Titel, Platzierungen, Wochen, Auszeichnungen, Anmerkungen) | Anmerkungen                            |
| Jahr | Titel             | US | Anmerkungen                            |
| ---- | ----------------- | --- | -------------------------------------- |
| 1985 | Play Deep         | US9 ×2Doppelplatin · (66 Wo.)US | Erstveröffentlichung: 12. August 1985  |
| 1987 | Bangin’           | US18 Gold · (21 Wo.)US | Erstveröffentlichung: 12. Juni 1987    |
| 1989 | Voices of Babylon | US53 (23 Wo.)US | Erstveröffentlichung: 18. März 1989    |
| 1990 | Diamond Days      | US90 (16 Wo.)US | Erstveröffentlichung: 30. Oktober 1990 |
| 1992 | Rockeye           | — | Erstveröffentlichung: 31. März 1992    |
| 1998 | It Ain’t Over...  | — | Erstveröffentlichung: September 1998   |
| 1999 | Extra Innings     | — | Erstveröffentlichung: 27. Juli 1999    |
| 2006 | Any Time Now      | — | Erstveröffentlichung: 21. März 2006    |
| 2011 | Replay            | — | Erstveröffentlichung: 28. Juni 2011    |

### Livealben
- 2001: Live in Brazil
- 2005: The Outfield Live

### Kompilationen
- 1992: Playing the Field
- 1996: Big Innings: The Best of The Outfield
- 1998: Super Hits
- 2010: Demo and Rarities
- 2011: Playlist: The Very Best of The Outfield
- 2020: The Baseball Boys: Early Demos and Rare Tracks
- 2021: Final Innings

### Singles
| Jahr | Titel Album                         | Höchstplatzierung, Gesamtwochen, AuszeichnungChartplatzierungen (Jahr, Titel, Album, Platzierungen, Wochen, Auszeichnungen, Anmerkungen) | Höchstplatzierung, Gesamtwochen, AuszeichnungChartplatzierungen (Jahr, Titel, Album, Platzierungen, Wochen, Auszeichnungen, Anmerkungen) | Höchstplatzierung, Gesamtwochen, AuszeichnungChartplatzierungen (Jahr, Titel, Album, Platzierungen, Wochen, Auszeichnungen, Anmerkungen) | Anmerkungen                          |
| Jahr | Titel Album                         | DE | UK | US | Anmerkungen                          |
| ---- | ----------------------------------- | --- | --- | --- | ------------------------------------ |
| 1986 | Your Love Play Deep                 | DE52 Gold · (7 Wo.)DE | UK83 Platin · (2 Wo.)UK | US6 (22 Wo.)US | Erstveröffentlichung: Februar 1986   |
| 1986 | All the Love in the World Play Deep | — | UK96 (1 Wo.)UK | US19 (16 Wo.)US | Erstveröffentlichung: Mai 1986       |
| 1986 | Everytime You Cry Play Deep         | — | — | US66 (10 Wo.)US | Erstveröffentlichung: September 1986 |
| 1987 | Since You’ve Been Gone Bangin’      | — | — | US31 (15 Wo.)US | Erstveröffentlichung: Mai 1987       |
| 1989 | Voices of Babylon                   | DE57 (10 Wo.)DE | UK78 (4 Wo.)UK | US25 (14 Wo.)US | Erstveröffentlichung: März 1989      |
| 1989 | My Paradise Voices of Babylon       | — | — | US72 (6 Wo.)US | Erstveröffentlichung: 1989           |
| 1990 | For You Diamond Days                | — | — | US21 (18 Wo.)US | Erstveröffentlichung: 1990           |
| 1992 | Closer To Me Rockeye                | — | — | US43 (11 Wo.)US | Erstveröffentlichung: 1992           |

Weitere Singles
- 1985: Say It Isn’t So
- 1987: Bangin’ on My Heart
- 1987: Alone with You
- 1987: No Surrender
- 1989: The Night Ain't Over
- 1989: Part of Your Life
- 1990: Take It all
- 1991: Going Back
- 1992: Winning It all
- 1992: The Way It Should Be
- 1992: Going Back
- 2003: It’s All About Love
- 2011: California Sun
- 2011: A Long, Long Time Ago

## Auszeichnungen für Musikverkäufe
| Goldene Schallplatte - Dänemark - 2024: für die Single Your Love - Kanada - 1985: für das Album Play Deep | Platin-Schallplatte - Spanien - 2025: für die Single Your Love 2× Platin-Schallplatte - Portugal - 2024: für die Single Your Love |

Anmerkung: Auszeichnungen in Ländern aus den Charttabellen bzw. Chartboxen sind in ebendiesen zu finden.
| Land/RegionAuszeichnungen für Musikverkäufe (Land/Region, Auszeichnungen, Verkäufe, Quellen) | Gold     | Platin     | Verkäufe  | Quellen             |
| -------------------------------------------------------------------------------------------- | -------- | ---------- | --------- | ------------------- |
| Dänemark (IFPI)                                                                              | Gold1    | —          | 45.000    | ifpi.dk             |
| Deutschland (BVMI)                                                                           | Gold1    | —          | 300.000   | musikindustrie.de   |
| Kanada (MC)                                                                                  | Gold1    | —          | 50.000    | musiccanada.com     |
| Portugal (AFP)                                                                               | —        | 2× Platin2 | 20.000    | Einzelnachweise     |
| Spanien (Promusicae)                                                                         | —        | Platin1    | 60.000    | elportaldemusica.es |
| Vereinigte Staaten (RIAA)                                                                    | Gold1    | 2× Platin2 | 2.500.000 | riaa.com            |
| Vereinigtes Königreich (BPI)                                                                 | —        | Platin1    | 600.000   | bpi.co.uk           |
| Insgesamt                                                                                    | 4× Gold4 | 6× Platin6 |           |                     |